# Lista de filmes originais Netflix (2018)
Netflix é um serviço de streaming over-the-top de vídeo sob demanda por assinatura global americano, que distribui uma série de programas originais, incluindo séries originais, especiais, minisséries, documentários e filmes. Os filmes originais Netflix incluem também conteúdo que foi exibido pela primeira vez nós cinemas em outros países ou exibido com exclusividade em outros territórios e é então descrito como conteúdo original da Netflix.

## Filmes
| Título original                          | Título no Brasil                          | Título em Portugal | Gênero                                   | Estreia            | Duração    | Idioma     |
| ---------------------------------------- | ----------------------------------------- | ------------------ | ---------------------------------------- | ------------------ | ---------- | ---------- |
| The Polka King                           | O Rei da Polca                            |                    | Comedy drama                             | January 12, 2018   | 1 h 34 min | English    |
| Step Sisters                             | Step Sisters                              |                    | Comédia                                  | January 19, 2018   | 1 h 48 min | English    |
| The Open House                           | Vende-se Esta Casa                        |                    | Horror thriller                          | January 19, 2018   | 1 h 34 min | English    |
| A Futile and Stupid Gesture              | Fútil e Inútil                            |                    | Biographical / Comedy                    | January 26, 2018   | 1 h 41 min | English    |
| The Cloverfield Paradox                  | The Cloverfield Paradox                   |                    | Science fiction                          | February 4, 2018   | 1 h 42 min | English    |
| When We First Met                        | Quando nos Conhecemos                     |                    | Romantic comedy                          | February 9, 2018   | 1 h 37 min | English    |
| Love Per Square Foot                     | Amor por Metro Quadrado                   |                    | Romantic comedy                          | February 14, 2018  | 2 h 13 min | Hindi      |
| Irreplaceable You                        | Perfeita pra Você                         |                    | Drama                                    | February 16, 2018  | 1 h 36 min | English    |
| Mute                                     | Mudo                                      |                    | Science fiction / Mystery                | February 23, 2018  | 2 h 6 min  | English    |
| The Outsider                             | Dívida Perigosa                           |                    | Crime drama                              | March 9, 2018      | 2 h        | English    |
| Benji                                    | Benji                                     |                    | Family                                   | March 16, 2018     | 1 h 27 min | English    |
| Game Over, Man!                          | Perda Total                               |                    | Action / Comedy                          | March 23, 2018     | 1 h 41 min | English    |
| Paradox                                  | Paradoxo                                  |                    | Musical / Western / Fantasy              | March 23, 2018     | 1 h 13 min | English    |
| Roxanne Roxanne                          | Roxanne Roxanne                           |                    | Biopic                                   | March 23, 2018     | 1 h 40 min | English    |
| Happy Anniversary                        | Feliz Aniversário de Casamento            |                    | Romantic comedy                          | March 30, 2018     | 1 h 18 min | English    |
| First Match                              | Primeira Luta                             |                    | Sports-drama                             | March 30, 2018     | 1 h 42 min | English    |
| 6 Balloons                               | 6 Balões                                  |                    | Drama                                    | April 6, 2018      | 1 h 15 min | English    |
| Amateur                                  | Amador                                    |                    | Sports-drama                             | April 6, 2018      | 1 h 36 min | English    |
| Come Sunday                              | A Caminho da Fé                           |                    | Biopic                                   | April 13, 2018     | 1 h 45 min | English    |
| I Am Not an Easy Man                     | Eu Não Sou um Homem Fácil                 |                    | Romantic comedy                          | April 13, 2018     | 1 h 38 min | French     |
| Dude                                     | Dude - A Vida é Assim                     |                    | Teen comedy-drama                        | April 20, 2018     | 1 h 37 min | English    |
| Candy Jar                                | Doce Argumento                            |                    | Comedy                                   | April 27, 2018     | 1 h 32 min | English    |
| The Week Of                              | Lá Vêm os Pais                            |                    | Comedy                                   | April 27, 2018     | 1 h 56 min | English    |
| Sometimes                                | Contando os Segundos                      |                    | Drama                                    | May 1, 2018        | 1 h 41 min | Tamil      |
| Forgive Us Our Debts                     | Perdoai as Nossas Dívidas                 |                    | Drama                                    | May 4, 2018        | 1 h 44 min | Italian    |
| The Kissing Booth                        | A Barraca do Beijo                        |                    | Romantic comedy                          | May 11, 2018       | 1 h 46 min | English    |
| Cargo                                    | Cargo                                     |                    | Drama / Horror                           | May 18, 2018       | 1 h 44 min | English    |
| Ibiza                                    | Ibiza: Tudo Pelo DJ                       |                    | Comedy                                   | May 25, 2018       | 1 h 34 min | English    |
| Alex Strangelove                         | Alex Strangelove                          |                    | Romantic comedy                          | June 8, 2018       | 1 h 39 min | English    |
| Set It Up                                | O Plano Imperfeito                        |                    | Romantic comedy                          | June 15, 2018      | 1 h 45 min | English    |
| Lust Stories                             | Quatro Histórias de Desejo                |                    | Drama                                    | June 15, 2018      | 2 h        | Hindi      |
| To Each, Her Own                         | Gostos e Cores                            |                    | Romantic comedy                          | June 24, 2018      | 1 h 35 min | French     |
| Calibre                                  | Calibre                                   |                    | Thriller                                 | June 29, 2018      | 1 h 41 min | English    |
| TAU                                      | TAU                                       |                    | Science fiction / Thriller               | June 29, 2018      | 1 h 37 min | English    |
| The Legacy of a Whitetail Deer Hunter    | Minha Primeira Caçada                     |                    | Adventure / Comedy                       | July 6, 2018       | 1 h 23 min | English    |
| How It Ends                              | Próxima Parada: Apocalipse                |                    | Action-thriller                          | July 13, 2018      | 1 h 53 min | English    |
| Father of the Year                       | Pai do Ano                                |                    | Comedy                                   | July 20, 2018      | 1 h 34 min | English    |
| Extinction                               | Extinção                                  |                    | Science fiction / Thriller               | July 27, 2018      | 1 h 35 min | English    |
| Brij Mohan Amar Rahe                     | Quem Tem Carma Nunca Alcança              |                    | Comedy                                   | August 3, 2018     | 1 h 40 min | Hindi      |
| Like Father                              | Tal Pai, Tal Filha                        |                    | Comedy                                   | August 3, 2018     | 1 h 43 min | English    |
| The Package                              | O Pacote                                  |                    | Black comedy                             | August 10, 2018    | 1 h 34 min | English    |
| To All the Boys I’ve Loved Before        | Para Todos os Garotos que Já Amei         |                    | Romantic comedy                          | August 17, 2018    | 1 h 40 min | English    |
| The After Party                          | The After Party                           |                    | Comedy                                   | August 24, 2018    | 1 h 29 min | English    |
| Sierra Burgess Is a Loser                | Sierra Burgess é uma Loser                |                    | Romantic comedy-drama                    | September 7, 2018  | 1 h 46 min | English    |
| The Most Assassinated Woman in the World | A Mulher mais Assassinada do Mundo        |                    | Thriller                                 | September 7, 2018  | 1 h 42 min | French     |
| On My Skin                               | Na Própria Pele: O Caso de Stefano Cucchi |                    | Crime drama                              | September 12, 2018 | 1 h 40 min | Italian    |
| The Land of Steady Habits                | Gente de Bem                              |                    | Drama                                    | September 14, 2018 | 1 h 38 min | English    |
| The Angel                                | O Anjo do Mossad                          |                    | Spy thriller                             | September 14, 2018 | 1 h 54 min | English    |
| Nappily Ever After                       | Felicidade por um Fio                     |                    | Comedy drama                             | September 21, 2018 | 1 h 38 min | English    |
| Hold the Dark                            | Noite de Lobos                            |                    | Thriller                                 | September 28, 2018 | 2 h 5 min  | English    |
| Malevolent                               |                                           |                    | Horror-thriller                          | October 5, 2018    | 1 h 28 min | English    |
| Private Life                             | Private Life                              |                    | Drama                                    | October 5, 2018    | 2 h 4 min  | English    |
| 22 July                                  | 22 de Julho                               |                    | Drama                                    | October 10, 2018   | 2 h 24 min | English    |
| Apostle                                  | Apóstolo                                  |                    | Horror-thriller                          | October 12, 2018   | 2 h 10 min | English    |
| The Night Comes for Us                   | A Noite nos Persegue                      |                    | Action-thriller                          | October 19, 2018   | 2 h        | Indonesian |
| Been So Long                             | No Ritmo da Sedução                       |                    | Musical                                  | October 26, 2018   | 1 h 40 min | English    |
| The Holiday Calendar                     | O Feitiço do Natal                        |                    | Romantic comedy                          | November 2, 2018   | 1 h 35 min | English    |
| The Other Side of the Wind               | O Outro Lado do Vento                     |                    | Drama                                    | November 2, 2018   | 2 h 2 min  | English    |
| Outlaw King                              | Legítimo Rei                              |                    | Historical-epic                          | November 9, 2018   | 2 h 1 min  | English    |
| The Princess Switch                      | A Princesa e a Plebeia                    |                    | Romantic comedy                          | November 16, 2018  | 1 h 42 min | English    |
| Cam                                      | Cam                                       |                    | Psychological horror                     | November 16, 2018  | 1 h 34 min | English    |
| The Ballad of Buster Scruggs             | The Ballad of Buster Scruggs              |                    | Western                                  | November 16, 2018  | 2 h 13 min | English    |
| The Christmas Chronicles                 | Crônicas de Natal                         |                    | Christmas / Fantasy / Adventure / Comedy | November 22, 2018  | 1 h 45 min | English    |
| A Christmas Prince: The Royal Wedding    | O Príncipe do Natal: O Casamento Real     |                    | Romantic comedy                          | November 30, 2018  | 1 h 33 min | English    |
| Rajma Chawal                             | Rajma Chawal                              |                    | Comedy drama                             | November 30, 2018  | 1 h 58 min | Hindi      |
| 5 Star Christmas                         | Natal 5 Estrelas                          |                    | Comedy                                   | December 7, 2018   | 1 h 35 min | Italian    |
| Mowgli: Legend of the Jungle             | Mogli - Entre Dois Mundos                 |                    | Adventure                                | December 7, 2018   | 1 h 44 min | English    |
| Roma                                     | Roma                                      |                    | Drama                                    | December 14, 2018  | 2 h 14 min | Spanish    |
| Bird Box                                 | Bird Box                                  |                    | Psychological thriller                   | December 21, 2018  | 2 h 4 min  | English    |

## Documentários
| Título original                                     | Título no Brasil | Título em Portugal | Estreia            | Duração    | Idioma   |
| --------------------------------------------------- | ---------------- | ------------------ | ------------------ | ---------- | -------- |
| Seeing Allred                                       |                  |                    | February 9, 2018   | 1 h 35 min | English  |
| The Trader                                          |                  |                    | February 9, 2018   | 23 min     | Georgian |
| Ladies First                                        |                  |                    | March 8, 2018      | 39 min     | Hindi    |
| Take Your Pills                                     |                  |                    | March 16, 2018     | 1 h 27 min | English  |
| Ram Dass, Going Home                                |                  |                    | April 6, 2018      | 31 min     | English  |
| Mercury 13                                          |                  |                    | April 20, 2018     | 1 h 19 min | English  |
| The Rachel Divide                                   |                  |                    | April 27, 2018     | 1 h 44 min | English  |
| End Game                                            |                  |                    | May 4, 2018        | 40 min     | English  |
| Recovery Boys                                       |                  |                    | June 29, 2018      | 1 h 29 min | English  |
| The Bleeding Edge                                   |                  |                    | July 27, 2018      | 1 h 40 min | English  |
| Zion                                                |                  |                    | August 10, 2018    | 11 min     | English  |
| City of Joy                                         |                  |                    | September 7, 2018  | 1 h 16 min | English  |
| Reversing Roe                                       |                  |                    | September 13, 2018 | 1 h 39 min | English  |
| Quincy                                              |                  |                    | September 21, 2018 | 2 h 4 min  | English  |
| Two Catalonias                                      |                  |                    | September 28, 2018 | 1 h 56 min | Spanish  |
| Lessons from a School Shooting: Notes from Dunblane |                  |                    | September 28, 2018 | 23 min     | English  |
| Feminists: What Were They Thinking?                 |                  |                    | October 12, 2018   | 1 h 26 min | English  |
| ReMastered: Who Shot the Sheriff?                   |                  |                    | October 12, 2018   | 57 min     | English  |
| Shirkers                                            |                  |                    | October 26, 2018   | 1 h 37 min | English  |
| They'll Love Me When I'm Dead                       |                  |                    | November 2, 2018   | 1 h 38 min | English  |
| ReMastered: Tricky Dick & the Man in Black          |                  |                    | November 2, 2018   | 58 min     | English  |
| The American Meme                                   |                  |                    | December 7, 2018   | 1 h 38 min | English  |
| ReMastered: Who Killed Jam Master Jay?              |                  |                    | December 7, 2018   | 58 min     | English  |
| Out of Many, One                                    |                  |                    | December 12, 2018  | 34 min     | English  |
| Struggle: The Life and Lost Art of Szukalski        |                  |                    | December 21, 2018  | 1 h 45 min | English  |

## Especiais
Esses programas são eventos originais únicos ou conteúdo suplementar relacionado a filmes originais.
| Título original                       | Título no Brasil | Título em Portugal | Gênero       | Estreia           | Duração    | Idioma     |
| ------------------------------------- | ---------------- | ------------------ | ------------ | ----------------- | ---------- | ---------- |
| Loudon Wainwright III: Surviving Twin |                  |                    | One-man show | November 13, 2018 | 1 h 31 min | English    |
| Angela's Christmas                    |                  |                    | Animation    | November 30, 2018 | 30 min     | English    |
| Springsteen on Broadway               |                  |                    | One-man show | December 16, 2018 | 2 h 33 min | English    |
| Porta dos Fundos: The Last Hangover   |                  |                    | Comedy       | December 21, 2018 | 44 min     | Portuguese |
| Taylor Swift: Reputation Stadium Tour |                  |                    | Concert film | December 31, 2018 | 2 h 5 min  | English    |